# Möhrenbach
Möhrenbach este o comună din landul Turingia, Germania.